# Hegetoteris
|  | Per a altres significats, vegeu «Hegetoteri». |

Els hegetoteris (Hegetotheria) són un subordre de l'ordre extint de mamífers dels notoungulats que inclou dues famílies: els arqueohiràcids i els hegetotèrids. Cifelli indicà que els tipoteris serien parafilètics si excloguessin els membres del subordre dels hegetoteris i ha donat suport a incloure les famílies d'hegetoteris entre els tipoteris.